# Боровиця (Лузький район)
Борови́ця (рос. Боровица) — селище у складі Лузького району Кіровської області, Росія. Входить до складу Папуловського сільського поселення.
Населення становить 328 осіб (2010, 497 у 2002).
Національний склад станом на 2002 рік — росіяни 96 %.